# Charlene Barshefsky
Charlene Barshefsky (Chicago, 11 agosto 1950) è una diplomatica e avvocato statunitense, rappresentante per il Commercio degli Stati Uniti dal 1996 al 2001.

## Biografia
Nata a Chicago da un ingegnere polacco e da un'insegnante russa, Charlene Barshefsky studiò scienze politiche all'Università del Wisconsin-Madison e si laureò in legge all'Università Cattolica d'America.
Dopo aver esercitato la professione di avvocato per diversi anni, nel 1993 la Barshefsky venne scelta dal neopresidente Bill Clinton come vice-rappresentante per il Commercio. Quando, nel 1996, Mickey Kantor lasciò l'incarico di rappresentante per divenire segretario al Commercio, la Barshefsky venne nominata suo successore. La donna mantenne l'incarico fino alla fine dell'amministrazione Clinton.
Dopo aver lasciato il posto, tornò a lavorare come avvocato e allo stesso tempo si dedicò al mondo degli affari. Oltre a essere membro della Commissione Trilaterale, la Barshefsky fa parte di vari consigli d'amministrazione fra cui Starwood Hotels & Resorts Worldwide, American Express, Intel ed Estée Lauder. La Barshefsky è anche membro del Council on Foreign Relations.